# ميلات (تعز)
ميلات هي إحدى قرى الجمهورية اليمنية. تتبع جغرافيا لمحافظة تعز وإداريًا لمديرية جبل حبشي. يبلغ تعداد سكانها 3250 نسمة حسب الإحصاء الذي أجري عام 2004.